# Weltpostkongress 1934
Der zehnte Weltpostkongress fand vom 1. Februar bis 20. März 1934 in Kairo statt. Es ging hauptsächlich um Verkehrserleichterungen, Gebührenermäßigungen und Betriebsvereinfachungen, sowie um den Anhang zum Postanweisungsabkommen über den Reisescheckdienst, die am 1. Januar 1935 eingeführt wurden.